# De Nederlandsche Padvinders

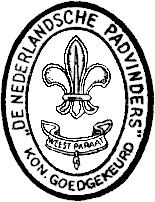
Embleem

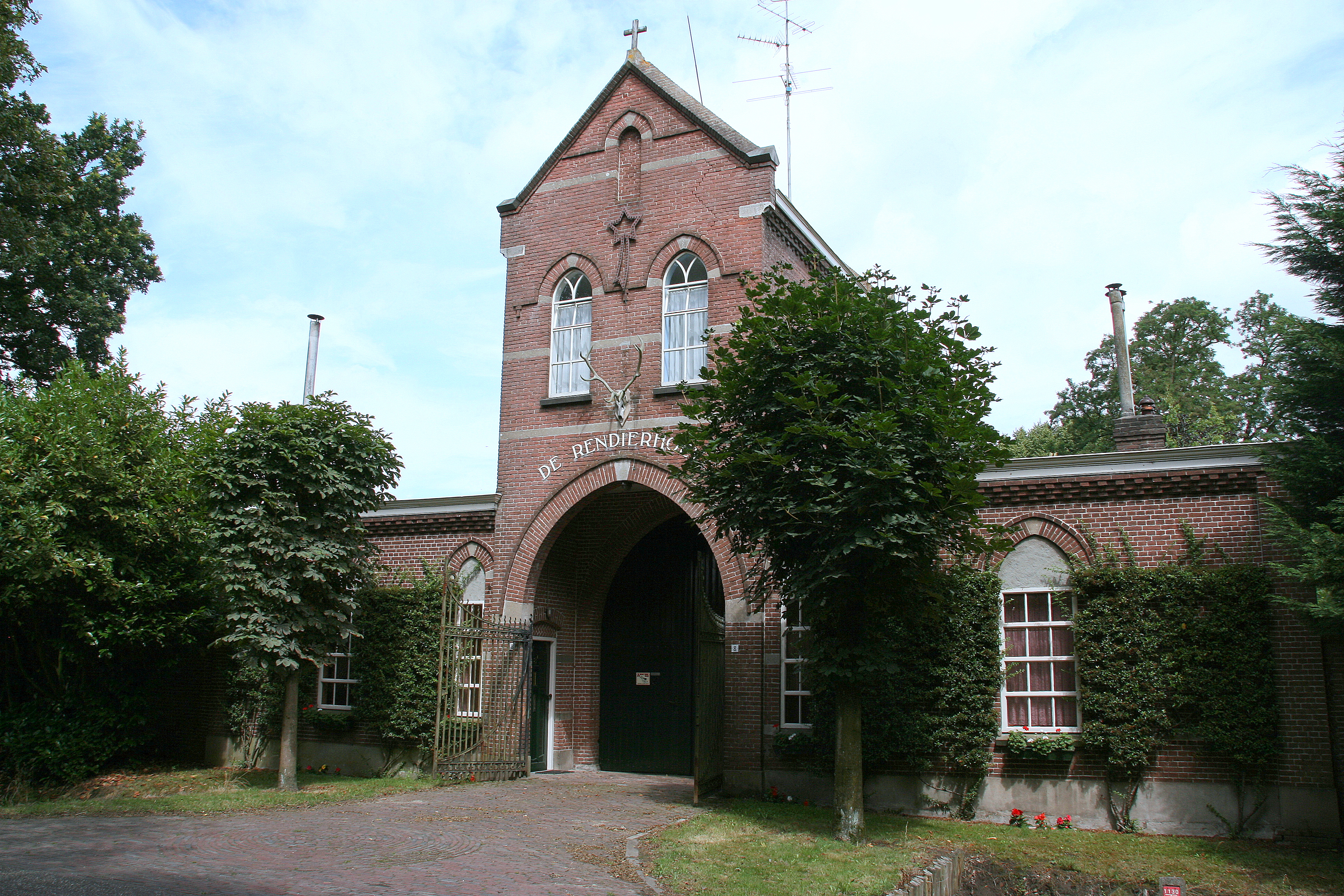
Rendierhoeve

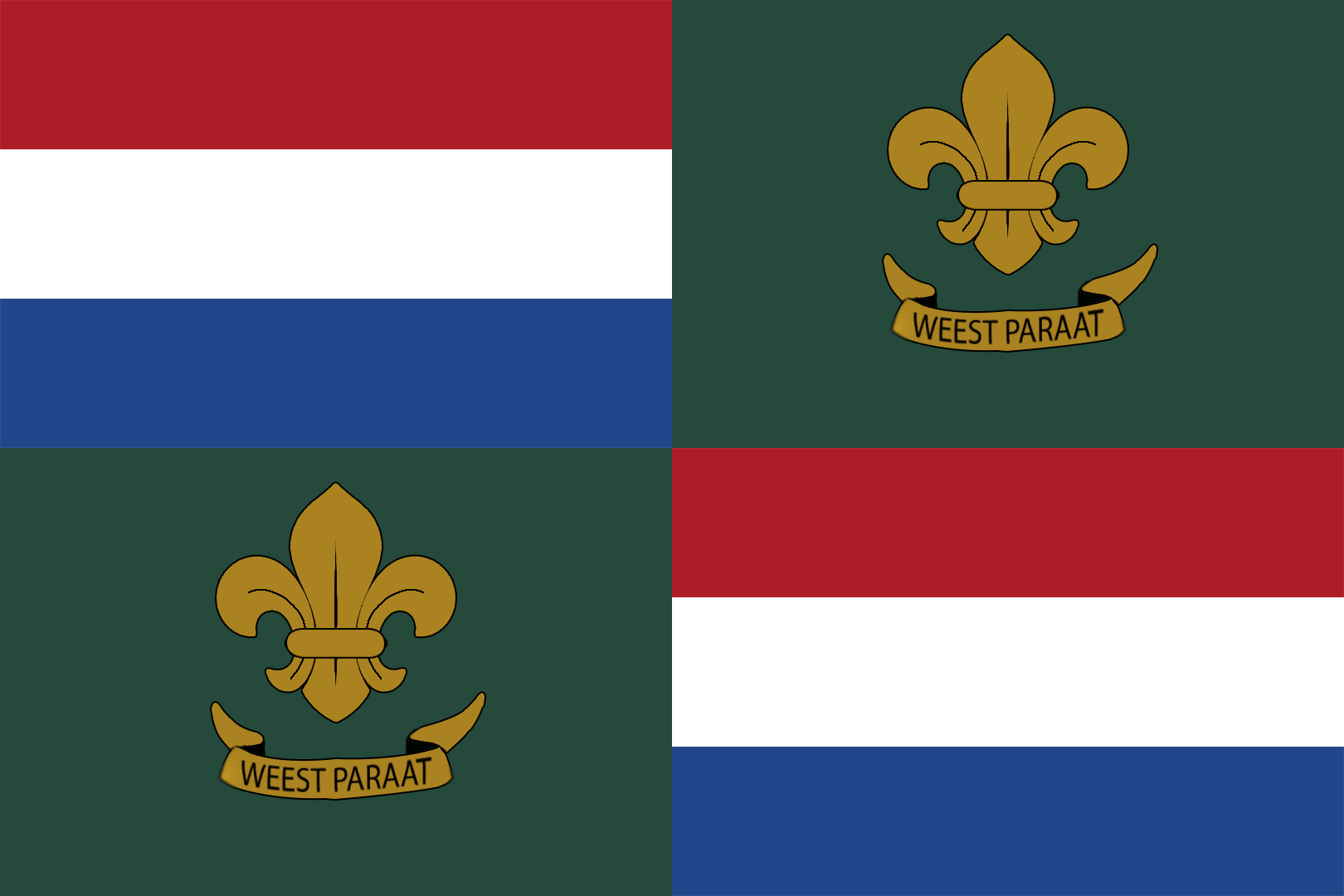
Vlag van De Nederlandsche Padvinders

De vereniging De Nederlandsche Padvinders (NPV) was een algemene Nederlandse scoutingorganisatie voor jongens tussen 1915 en 1973.
De Vereeniging De Nederlandsche Padvinders ontstond op 11 december 1915, als fusie tussen de Nederlandsche Padvindersorganisatie (NPO) en de Nederlandsche Padvindersbond (NPB). De fusie kwam tot stand door toedoen van Prins Hendrik, die de koninklijk commissaris werd van de nieuwe vereniging. Hoewel meisjes lid waren van de NPO, konden zij niet meer lid zijn van de NPV. Zij richtten daarom vervolgens een eigen organisatie op: Het Nederlandsche Meisjesgilde.
In 1920 werd de eerste voorzitter, generaal buiten dienst J.B. van Heutsz, opgevolgd door oud-minister, Staatsraad en oud-marineofficier Jean Jacques Rambonnet. In 1921 telden de 75 afdelingen in totaal 4724 leden. In 1927 werden de organisatievorm en het insignesysteem naar Brits voorbeeld ingevoerd.
De groepen uit de landelijke CJMV-padvinderij, onder voorzitterschap van ds. Cornelis Ferguson, sloten zich in 1928 federatief aan bij de NPV. In 1930 ontstonden binnen de NPV, met goedkeuring van de katholieke kerk, katholieke padvindersgroepen als Katholieke Verkenners (KV) en deze koepelvereniging sloot zich aan bij de NPV. In 1933 scheidde zich de Padvindersvereniging Nederland (PVN) af, de aanleiding was de z.g. beloftekwestie. In 1937 scheidden de katholieke padvindersgroepen zich af en richtten de Katholieke Verkenners op. Arie Oosterlee werd hoofdcommissaris van de NPV en Ben Höppener van de KV.
In 1938 richtten de NPV en de KV samen de Nationale Padvindersraad op. Prins Bernhard werd hiervan de voorzitter. Bij de wereldorganisatie kon maar één landelijke organisatie aangesloten zijn. Daarom moesten de twee jongensbewegingen in één federatie worden ondergebracht: de Nationale Padvindersraad. 
De NPV was lokaal georganiseerd in padvindersgroepen die bestonden uit een welpenhorde, een verkennerstroep en een voortrekkersstam. Het aantal leden bedroeg in 1937 ongeveer 23.000. Alle leden, jeugd én leiding heetten padvinder, de overkoepelende leiding van de districten was het Nationaal Hoofdkwartier. De NPV gebruikte de padvindersboerderij (Laarhoeve) en Gilwell Ada's Hoeve in Ommen en de Rendierhoeve in Moergestel als kampeerterreinen. Naast Weest Paraat voor leiders waren er de ledenbladen De Verkenner (voor verkenners) en VT (voor voortrekkers).
In 1937 werd tussen de PVN en het NPV een contract gesloten, waarin de wens werd vastgelegd om tot een hereniging te komen. In 1939 besloten de verenigingen tot een fusie, waarbij bestuurders van de PVN vergelijkbare functies binnen het NPV zouden gaan bekleden.

## Oorlogstijd
Vlak voor de oorlog bestond de NPV uit ongeveer 36.000 leden die verdeeld waren over 400 groepen.
Na de Duitse inval in 1940 waren er geen buitenactiviteiten meer mogelijk. De padvind(st)ersverenigingen werden in april 1941 zelfs door de Duitse bezettingsautoriteiten verboden. Uniformen en materialen moesten worden ingeleverd. De hoofdbestuursleden werden gearresteerd en geïnterneerd. Na de oorlog liep het ledental weer op. Zo waren er in 1951 bijna 42.000 leden. Dit liep de jaren erna terug tot 35.000 in 1967.
Na de Tweede Wereldoorlog werd weer geprobeerd tot een fusie te komen tussen de NPV en de KV, maar dit werd weer niet toegestaan door de katholieke kerkleiding. Daarom werd op 3 mei 1947 de Nationale Padvindersraad heropgericht.

## Scouting Nederland
Op 6 januari 1973 fuseerden De Nederlandse Padvinders met het Nederlandse Padvindstersgilde, de Katholieke Verkenners en de Nederlandse Gidsen en richtten de vereniging Scouting Nederland op.